# Auguste Laurent
Pour les articles homonymes, voir Laurent et Auguste Laurent (homonymie).

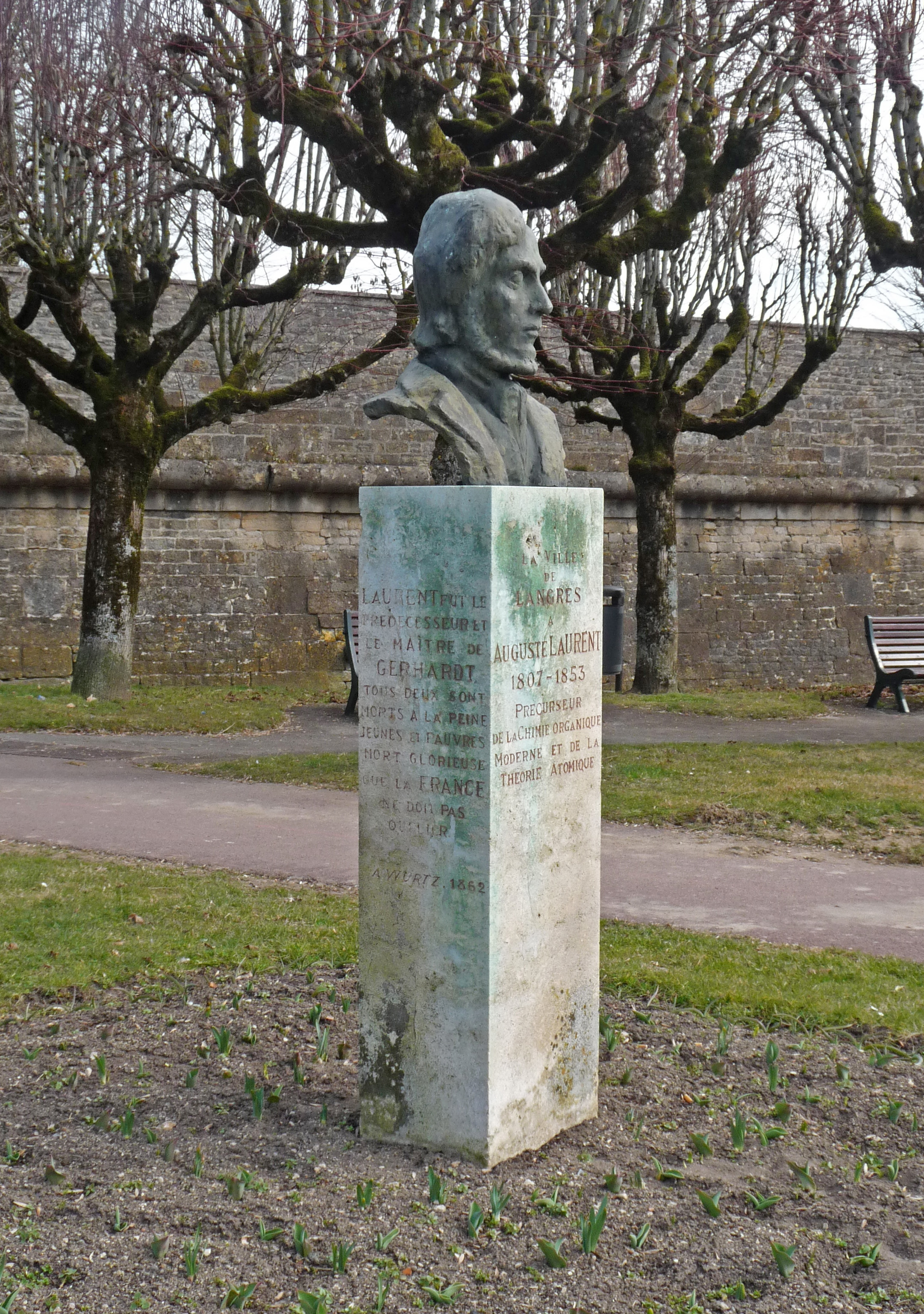
Buste d'Auguste Laurent près des remparts de Langres.

Auguste Laurent, né à La Folie, hameau situé près de Saint-Maurice, le 14 novembre 1807 et mort à Paris, le 15 avril 1853 est un chimiste français qui fut l'un des créateurs de la notation atomique et un précurseur de la chimie organique moderne et de la théorie atomique.
Auguste Laurent fut le prédécesseur et le maître de Charles Gerhardt.
Après des études classiques, Laurent fut diplômé de l'École des Mines de Paris. 
À partir de 1830, il fut assistant dans le laboratoire de Jean-Baptiste Dumas, alors professeur à l'École centrale des arts et manufactures. 
Après quelques emplois dans l'industrie, et une tentative de créer une école privée de chimie à Paris, Laurent fut nommé professeur de chimie à l'université de Bordeaux en 1838. 
Cette même année, il épousa Anne-Françoise Schrobilgen, de nationalité luxembourgeoise. 
Laurent était malheureux de son "exil" en province, mais  les sept années passées à Bordeaux furent les plus productives de sa carrière. 

## Travaux et contributions
La carrière de Laurent commence alors que le chimiste allemand Friedrich Wöhler a découvert l'isomérie, en 1828. 
Dès ses débuts, Laurent cherche à comprendre quelles caractéristiques des composés organiques permettent d'en faire une classification. 
Quand Laurent commence à travailler pour Dumas, en 1830, son patron venaient de proposer une étude systématique des dérivés chlorés. Dumas avait exprimé ses résultats en termes de "dualisme électrochimique", théorie selon laquelle un composé était vu comme le résultat d'une attraction entre un composé électropositif (en l'occurrence, le "radical") et un composé électronégatif (le chlore, ici). Les radicaux semblaient exister comme des unités stables, au sein des composés organiques. 
Laurent  poussa l'analyse des dérivés chlorés, notamment à propos du naphtalène, étudiant ses dérivés par substitution entre 1830 et 1835. Et il en vint à rejeter l'idée de Dumas, de radicaux hydrocarbonés. Il vit que la substitution correspondait au remplacement successif de l'hydrogène par le chlore dans le "noyau" hydrocarboné de la molécule. 
Dans sa théorie de 1835,  qui prit une forme plus aboutie en 1844, il proposa que la réaction chimique soit si draconienne que la chimie ne puisse jamais déterminer l'arrangement des atomes dans les molécules. Il proposa des formules symboliques, et donna ainsi une base à sa classification des composés organiques à partir de leur partie hydrocarbonée. Plus tard, August Kékulé reconnut que la classification de Laurent avait été le précurseur des systèmes ultérieurs. 
D'autre part, Laurent attira l'attention sur la stabilité de ce qui est aujourd'hui considéré comme le squelette carboné, dans les séries de substitution. 
Enfin, il fut le premier à comprendre que, dans un noyau dérivé, le chlore joue le rôle de l'hydrogène. 
Laurent put disposer d'un congé sabbatique à partir de 1845, lequel fut renouvelé jusqu'à ce qu'il soit nommé à la Monnaie, en 1848. Il poursuivit alors ses études de chimie organique, en plus de ses travaux d'analyse minérale, mais il produisit alors moins d'idées nouvelles. Son influence sur les chimistes français fut limitée, en partie en raison de l'hostilité de Dumas, qui était un membre influent de l'Académie des sciences. Notamment, le fait que Laurent accepta la théorie d'Avogadro eu peu d'influence sur la communauté française. 
En 1850, il fut classé premier pour une chaire au Collège de France, mais sa nomination fut bloquée par l'Académie des sciences, dont plusieurs membres étaient heurtés par ses idées républicaines radicales. 
Il continua donc son travail à la Monnaie, et mourut de tuberculose à l'âge de 44 ans. 
Parmi ses accomplissements : 
Il découvre les imides, la dulcite, l'anthracène, l'acide phtalique et identifie l'acide carbolique (phénol).
Il invente une nomenclature systématique pour la chimie organique fondée sur le regroupement des atomes en molécules et détermine comment les molécules se combinent dans les réactions chimiques. 
Il étudie avec Jean-Baptiste Dumas les phénomènes de substitution et est un des pionniers de la théorie atomique. Il travaille également avec Charles Frédéric Gerhardt.
Louis Pasteur eut la chance de le rencontrer. D'après Yves Robin et Gerald L. Geison et Hervé This, Auguste Laurent fut l'initiateur des thèses de cristallographie de Louis Pasteur, présentées en 1847. D'après George B. Kauffman et Robin D. Myers, Louis Pasteur reconnaissait, au départ, l'apport d'Auguste Laurent pour ses travaux de cristallographie mais ce fut pour l'ignorer ensuite.

## Citations
- Louis Pasteur, dans sa thèse de chimie : "Je dois dire ici que cette première partie de mon travail est plutôt l'œuvre de M. Laurent que la mienne propre. Je travaillais à cette époque dans le même laboratoire que ce chimiste à l'École Normale, et, à chaque instant, j'étais éclairé par les bienveillants conseils de cet homme si distingué à la fois par le talent et par le caractère." [7]
- « Il est indéniable qu'Auguste Laurent fut l'initiateur de vos thèses présentées en 1847[8]. Il est également évident, bien que vous n'en fassiez jamais référence plus tard (sans doute à cause de la marginalité du personnage[9]), qu'il fut l'un de vos premiers grands maîtres et que vous lui devez votre carrière de cristallographe. Il est plus que probable, compte tenu du sujet de son précis[10] vendu au rabais, que Laurent vous a fait découvrir non seulement les cristaux, mais peut-être aussi leur hémiédrie et leur pouvoir rotatoire sur la lumière polarisée. » (Yves Robin)[11].

- « Dans une lettre privée à Dumas en 1852, Pasteur écrit « j'ai travaillé sous la direction du bon M. Laurent à un âge où l'esprit est formé par un modèle qu'il représentait. Il n'a cessé de me prodiguer ses conseils éclairés pour émettre des hypothèses sans les bases, mettre en évidence les symptômes et en dégager une conclusion précise ». » (Pierre-Louis Laurioz)[12]

- Citons le professeur d'histoire de l'université de Princeton, Gerald L. Geison : « In his first (unpublished) draft of Pasteur's discovery, he made it clear how much he owed to Laurent. Within weeks, in the brief note of 15 May 1848 that he published in the Comptes rendus of the Academie des sciences, Pasteur already began to tone down his allusions to Laurentian molecular models. And soon therafter, in the first long paper describing his discovery, Pasteur completely eliminated Laurent's name from his text. From that point on, Laurent's name, so prominently cited in Pasteur's chemistry thesis and in his earliest published papers, virtually disappared from publications and was not mentioned even once in Pasteur's famous 1860 lectures on the discovery. »[13].

## Titres et distinctions
- Ingénieur de l'École des Mines.
- Préparateur à l'École centrale des arts et manufactures.
- Professeur à la Faculté des Sciences de Bordeaux.
- Membre correspondant de l'Académie des sciences.
- Membre de l'Institut de France.
- Essayeur à la Monnaie.

## Œuvres
- (fr) [PDF]Auguste Laurent, Méthode de chimie, Paris, 1854. Cliquez sur télécharger en haut et à droite. Texte en ligne disponible sur LillOnum.
- (fr) [PDF]Auguste Laurent, Précis de cristallographie, suivi d’une méthode simple d’analyse au chalumeau. Cliquez sur télécharger en haut et à droite.